# Ключник (посада)

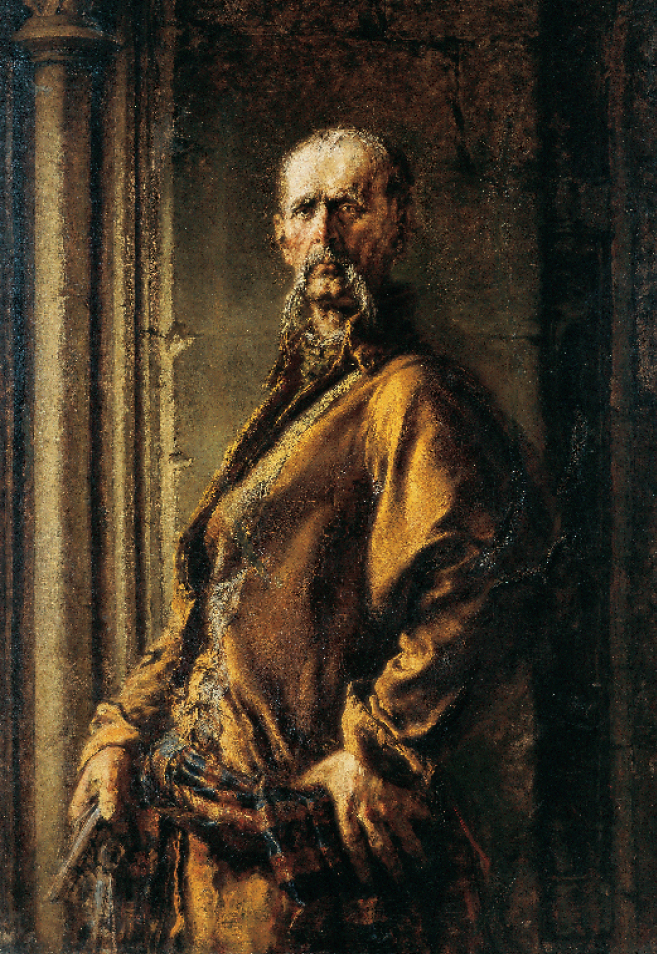
Ключник Гервазій з поеми Пан Тадеуш А. Міцкевича, малюнок В. Леопольський

Ключник — з часів Великого князівства Київського (Київської Руси) особа при дворі князя, пізніше короля та інших правителів, а також шляхтичів і заможних людей, яка відала продовольчими запасами двору (палацу, маєтку) та ключами від місць їх зберігання. Посадова особа, що мала ключі від комор, служитель, завідуючий їстівними припасами в будинку, льохом тощо. Також відомі назви тіун, комірник.

## Історія
За часів Київської Русі, в «Руській Правді» згадується тіун та ключник як повний холоп (слуга). В той же час ключник був головною особою, що відповідала за господарство та припаси князя, короля, пана, шляхтича. У XIV-XV ст. ключник також відповідає за зберігання панських доходів, та навіть їх примноження, для чого надає панське срібло під відсотки селянам; також - наймає для пана слуг та займається іншими господарськими питаннями.
Михайло Грушевський в "Історії України-Руси" пише: придворні слуги в XIII-XIV ст. стають найважнішими особами при князю, його адміністрацією. Такими були печатник, справник, постільник, ключник, тіун та інші. Часто ключники вибирались з рабів. Навіть якщо вільний ставав ключником, то тим самим ставав „холопом”· В той же час, ключинки, за дорученнями князя могли сповняти й служби публічного характеру: судові, адміністративні тощо.
До 14 століття землі Молдови входили до складу Київської Русі та Королівства Русі. Урядники та інші посадовці мали такі самі титули, як у Київській Русі (Великому князівстві Київському) та Руському Королівстві. Після занепаду Руського королівства, в Молдовському князівстві збереглись назви урядників — дворник (ворник), ключер (ключник), постельник та інші.
За часів Великого князівства Руського та Речі Посполитої ключник був посадою у княжих і шляхетських помістях, палацах; шляхетських оселях та будинках інших заможних людей. Посада відома в Україні до кінця ХІХ століття.